# Udo Ohm
Udo Ohm (* 1. April 1959 in Ehringen) ist ein deutscher Fremdsprachenlehr- und -lernforscher.

## Leben
Ohm absolvierte ab 1979 ein Lehramtsstudium für die Sekundarstufe I und II für die Fächer Gesellschaftslehre und Evangelische Theologie an der Gesamthochschule Kassel und legte die erste Staatsprüfung 1984 ab. Von 1985 bis 1986 war er Lehramtsreferendar an der König-Heinrich-Schule in Fritzlar, die zweite Staatsprüfung erfolgte 1986. Nach der Promotion im Jahr 1998 an der Universität Kassel war er von 2000 bis 2008 wissenschaftlicher Mitarbeiter am Institut für Auslandsgermanistik/Deutsch als Fremd- und Zweitsprache der Friedrich-Schiller-Universität Jena.
Nach der Habilitation im Jahr 2008 mit der Erteilung der Lehrbefugnis (venia legendi) für das Fach Sprachlehr- und -lernforschung durch den Rat der Philosophischen Fakultät der Universität Jena wurde er 2009 Universitätsprofessor für Deutsch als Zweit- und Fremdsprache an der Universität Bielefeld.

## Schriften (Auswahl)
- Die Bezeichnung experience im Werk John Deweys. Eine Untersuchung zur historischen Semantik im sozialwissenschaftlichen Kontext. Frankfurt am Main 1998, ISBN 3-631-33528-8.
- mit Christina Kuhn, Hermann Funk: Sprachtraining für Fachunterricht und Beruf. Fachtexte knacken – mit Fachsprache arbeiten. Münster 2007, ISBN 3-8309-1744-9.
- mit Monika Bethschneider, Ulrike Dimpl, Wolfgang Vogt: Weiterbildungsbegleitende Hilfen als zentraler Bestandteil adressatenorientierter beruflicher Weiterbildung. Zur Relevanz von Deutsch als Zweitsprache und Bildungssprache in der beruflichen Weiterbildung. Frankfurt am Main 2011, OCLC 1190462899.
- als Hrsg. mit Christiane Bongartz: Soziokulturelle und psycholinguistische Untersuchungen zum Zweitspracherwerb. Ansätze zur Verbindung zweier Forschungsparadigmen.  Lang, Frankfurt/Berlin  2012. ISBN 978-3-631-61595-9
- als Hrsg. mit Andrea Daase, Martin Mertens: Interkulturelle und sprachliche Bildung im mehrsprachigen Übergang Schule-Beruf. Expertentagung unter dem Thema Mehrsprachigkeit und Sprachliche Bildung im Übergangsbereich. Münster 2017, ISBN 3-8309-2701-0.
- als Hrsg. mit Timo Ehmke et al.: Professionelle Kompetenzen angehender Lehrkräfte im Bereich Deutsch als Zweitsprache. Waxmann Verlag, Münster 2018. ISBN 978-3-8309-3243-7.